# БНБ-Банк
Открытое акционерное общество «Белорусский народный банк» (ОАО «БНБ-Банк») — коммерческий банк в Республике Беларусь. Уставный фонд — 25 млрд. Руб. (2009). Конечный бенефициарный собственник ОАО «БНБ-Банк» — АО «Банк Грузии».
Банк является эмитентом и эквайром Белкарт - белорусской внутренней платёжной системы.

## История
26 января 1991 года Союзы предпринимателей и архитекторов Беларуси учредили акционерный коммерческий банк "Белорусский народный банк" (АКБ "БНБ").
В 1999 году банк превратили в открытое акционерное общество. Постановлением от 12 марта 2003 года Правление Национального банка Беларуси отозвало в "БНБ" с 20 марта 2003 года разрешение на привлечение на вклады средств физических лиц через его неспособность довести размер собственного капитала до 10 миллионов евро.
28 мая 2008 года Банк Грузии приобрел 70% акций "БНБ-Банка" за 34,2 миллиона долларов. На 1 января 2010 года, когда Банк Грузии владел более 99% акций "БНБ-Банка", нормативный капитал банка составил 103,46 миллиарда рублей (> 25 млн евро), что позволило вернуть права на привлечение средств физических лиц во вклады.
8 июля 2010 года Международная финансовая корпорация приобрела 20% паев банка за $ 8,2 млн и выделила ему заем на $ 5 миллионов. В августе 2014 подписан договор с Банком развития в рамках программы поддержки микро-, малых и средних предприятий, которые осуществляют деятельность в производственной сфере и сфере услуг.
В декабре 2014 года БНБ-Банк получил синдицированный кредит ЕБРР в размере $ 12 миллионов. В июле 2015 года заключен договор о софинансировании в рамках "Программы распределения рисков" (RSF) c Европейским банком реконструкции и развития.
В июле 2016 года подписано кредитное соглашение на $ 3 млн с Европейским банком реконструкции и развития в рамках программы "Женщины в бизнесе". БНБ-Банк стал первым банком в Беларуси, присоединившимся к данной программе.
В августе 2016 года Белорусский народный банк и Европейский банк реконструкции и развития подписали договор о предоставлении синдицированного кредита в размере $ 20 млн.
В феврале 2017 года АО «Банк Грузии» и его дочерняя компания «Benderlock Investments Limited» приобрели соответственно 10% и 5% акций ОАО «БНБ-Банк» у Международной финансовой корпорации (МФК) и теперь являются владельцами почти 95% акций ОАО «БНБ-Банк».
В октябре 2017 года БНБ-Банк заключил кредитное соглашение с Triodos Fair Share Fund и Triodos Microfinance Fund, инвестиционными фондами под управлением Triodos Investment Management B.V. (Нидерланды), о привлечении займа в общей сумме 4 млн евро на срок более 3-х лет. Цель займа – кредитование субъектов малого и среднего предпринимательства.
В феврале 2018 года европейский банк реконструкции и развития (ЕБРР) в начале февраля 2018 года увеличил лимит на проведение операций торгового финансирования для ОАО «БНБ-Банк» на 3 миллиона долларов США. Увеличение лимита обусловлено растущим объемом совершаемых сделок и активным сотрудничеством банка с ЕБРР в рамках Программы содействия развитию торговли (TFP).

## Международные санкции
22 ноября 2022 года, на фоне вторжения России на Украину, банк попал под санкции Канады так как банк является представителем сектора экономики, «критически важного для режима Лукашенко и его нынешней политики, угрожающей безопасности Украины и украинцев».

## Награды

### 2017 год

#### Премия «Банк года - 2016»
- номинация «Сделка года - 2016» - 3 место (за синдицированный кредит, привлеченный с помощью ЕБРР).[6]

### 2022 год

#### Премия «Банк года - 2021»
- номинация «Инновационный банк: продукты» - 3 место.
- номинация «Мобильное приложение» - 1 место (за мобильное приложение i'mbanking).
- номинация «Банковский маркетинг» - 1 место (за банковскую платёжную карту «1-2-3»).
- номинация «Банк будущего» - лауреат (по мнению эксперта Kaspersky).
- номинация «Самый криптофрендлибанк» - 1 место (по мнению эксперта Bynex).

### 2023 год

#### Премия «Банк года - 2022»
- номинация «Топ-менеджер» - 2 место (Роман Сельчёнок).
- номинация «Инновационный банк: технологии» - 3 место.
- номинация «Мобильное приложение для физических лиц» - 2 место (за мобильное приложение i'mbanking).
- номинация «Банковский маркетинг» - 1 место («Маркетинг роста»).
- номинация «За противодействие мошенничеству и обеспечение безопасности клиентов банка» - лауреат (по мнению эксперта Kaspersky).